# Имперское аббатство Эссен
Аббатство Эссен — община светских канонисс для женщин высокого происхождения, сформировавшаяся в центре современного Эссена, Германия. Основана около 845 года саксонцем Альтфридом, впоследствии ставшем епископом Хильдесхайма и канонизированным, около королевского поместья называемого Астнидхи, которое впоследствии дало своё название монастырю и городу. Первой аббатисой была родственница Альтфрида, Герсвит.
В отличие от аббатисы, каннониссы не принимали обета безбрачия и могли покинуть обитель, чтобы вступить в брак. Они жили в комфорте, в собственных домах и носили светскую одежду, за исключением времени, когда исполняли религиозные обязанности, например во время богослужения. В средневековый период настоятельница монастыря выполняла не только духовные функции епископа, но и распоряжалась обширным имуществом аббатства, при этом подчиняясь на прямую Папе Римскому.

## История
Из-за продвижения Людольфингов, аббатство получило имперский статус и стало имперским аббатством между 874 и 947 годом. Расцвет аббатства начался при аббатисе Матильде, внучке императора Оттона I. Таким образом Людольфинги получили прямой контроль над аббатством вплоть до 1011 года. Во время её правления сокровищница Эссенского собора получила наиболее драгоценные произведения искусства. Следующие две настоятельницы также были из семьи Людольфингов, что позволило еще больше усилить и обогатить общину. В 1228 году аббатиса впервые были упомянуты в статусе "княгиня". С 1300 года настоятельницы заняли замок Борбек, где проводили всё больше времени.
Территориальное господство аббатства, к которому принадлежал город Эссен с центром в монастыре, выросло между Эмшером и Руром, усилия города стать независимым имперским городом были сорваны аббатством в 1399 году и окончательно в 1670 году. На севере территории располагался монастырь Стоппенберг, основанный в 1073 году, а на юге монастырский университет Реллингхаузена. Также среди владений аббатства были местность вокруг Хукарда, на границах графства Дортмунд и отделённая от территории Эссена графством Марк. Около 3000 ферм в этом районе задолжали налоговые взносы аббатству в Фест-Рекклингхаузене, на хеллвеге вокруг Брайзига и Годесберга. С 1512 года и до своего роспуска Императорское аббатство принадлежало Вестфальскому округу.
С 1802 года территория имперского аббатства была занята прусскими войсками. В ходе германской медиатизации аббатство было распущено в 1803 г., церковная территория в 8 квадратных километров перешла к Пруссии, затем между 1806-1807 и 1813 годами к герцогству Берг, а по Венскому конгрессу затем снова к Пруссии. Последняя настоятельница Мария Кунигунда Саксонская умерла 8 апреля 1826 года в Дрездене.
Когда в 1958 году была создана римско-католическая епархия Эссена, бывшая церковь аббатства стала Эссенским собором, к которому перешла и сокровищница аббатства (Essener Domschatz), в том числе знаменитая Золотая мадонна Эссена.